# Кувајт на Светском првенству у атлетици у дворани 2014.
Кувајт је учествовао на Светском првенству у атлетици у дворани 2014. одржаном у Сопоту од 7. до 9. марта десети пут. Репрезентацију Кувајта представљао је један атлетичар, који се такмичио у трци на 60 метара препоне.,
На овом првенству Кувајт није освојио ниједну медаљу али је остварен нови национални рекорд.

## Учесници
Мушкарци:
- Abdulaziz Al-Mandeel — 60 м препоне

## Резултати

### Мушкарци
| Атлетичар            | Дисциплина   | Лични рекорд | Квалификација | Квалификација | Полуфинале           | Полуфинале           | Финале               | Финале      | Детаљи |
| Атлетичар            | Дисциплина   | Лични рекорд | Резултат      | Место         | Резултат             | Место                | Резултат             | Место       | Детаљи |
| -------------------- | ------------ | ------------ | ------------- | ------------- | -------------------- | -------------------- | -------------------- | ----------- | ------ |
| Abdulaziz Al-Mandeel | 60 м препоне | 7,79 НР      | 7,74 НР       | 4. у гр. 1    | Није се квалификовао | Није се квалификовао | Није се квалификовао | 15 / 29(31) |        |